# Grantessa mitsukurii
Grantessa mitsukurii är en svampdjursart som beskrevs av Hozawa 1916. Grantessa mitsukurii ingår i släktet Grantessa och familjen Heteropiidae.
Artens utbredningsområde är havet kring Japan. Inga underarter finns listade i Catalogue of Life.